# ウクライナ国防省情報総局
ウクライナ国防省情報総局（ウクライナこくぼうしょうじょうほうそうきょく、ウクライナ語: Головне управління розвідки、略称: ГУР）は、ウクライナ国防省における情報機関。主として軍事情報を収集する。ソビエト連邦の崩壊に伴い独立したウクライナにおける、ソ連軍参謀本部情報総局（GRU）の後継機関である。
国防省情報総局の組織は、2001年に採択された諜報機関法に従い規定される。機構は、作戦、分析及び機能部署（局、課）を含む。国防省情報総局長は、ウクライナ大統領により任命される。

## 歴史
ウクライナ独立後、最初の軍事諜報機関は、1992年に創設された。同年、ウクライナ軍参謀本部情報局の編成が始まった。同期間、並行して、スキパルスキー中将の指導の下、ウクライナ国防省軍事戦略情報局が創設された。1993年、両局は、ウクライナ国防省情報総局に統合された。

## 歴代総局長
| 代 | 氏名                           | 階級 | 在任期間                        |
| -- | ------------------------------ | ---- | ------------------------------- |
| 1  | オレクサンドル・スキパルスキー | 中将 | 1992年10月06日 - 1997年01月     |
| 2  | イホール・スメシコ             | 大将 | 1997年06月 - 2000年09月         |
| 3  | ヴィクトル・パリー             | 大将 | 2000年09月 - 2003年03月         |
| 4  | オレクサンドル・ガラカ         | 大将 | 2003年03月13日 - ?              |
| 5  | ヴィクトル・フヴォズド         | 中将 | 2008年01月17日 - 2010年         |
| 6  | セルヒー・フミザ               | 大将 | 2010年08月17日 - 2014年         |
| 7  | ユーリー・パブロフ             | 少将 | 2014年03月 - 2015年07月         |
| 8  | ヴァレリー・コンドラチュク     | 中将 | 2015年 - 2016年                 |
| 9  | ヴァシル・バーバ               | 大将 | 2016年10月15日 - 2020年08月05日 |
| 10 | キリーロ・ブダノフ             | 少将 | 2020年08月05日 -                |